# Adam Lisiewicz

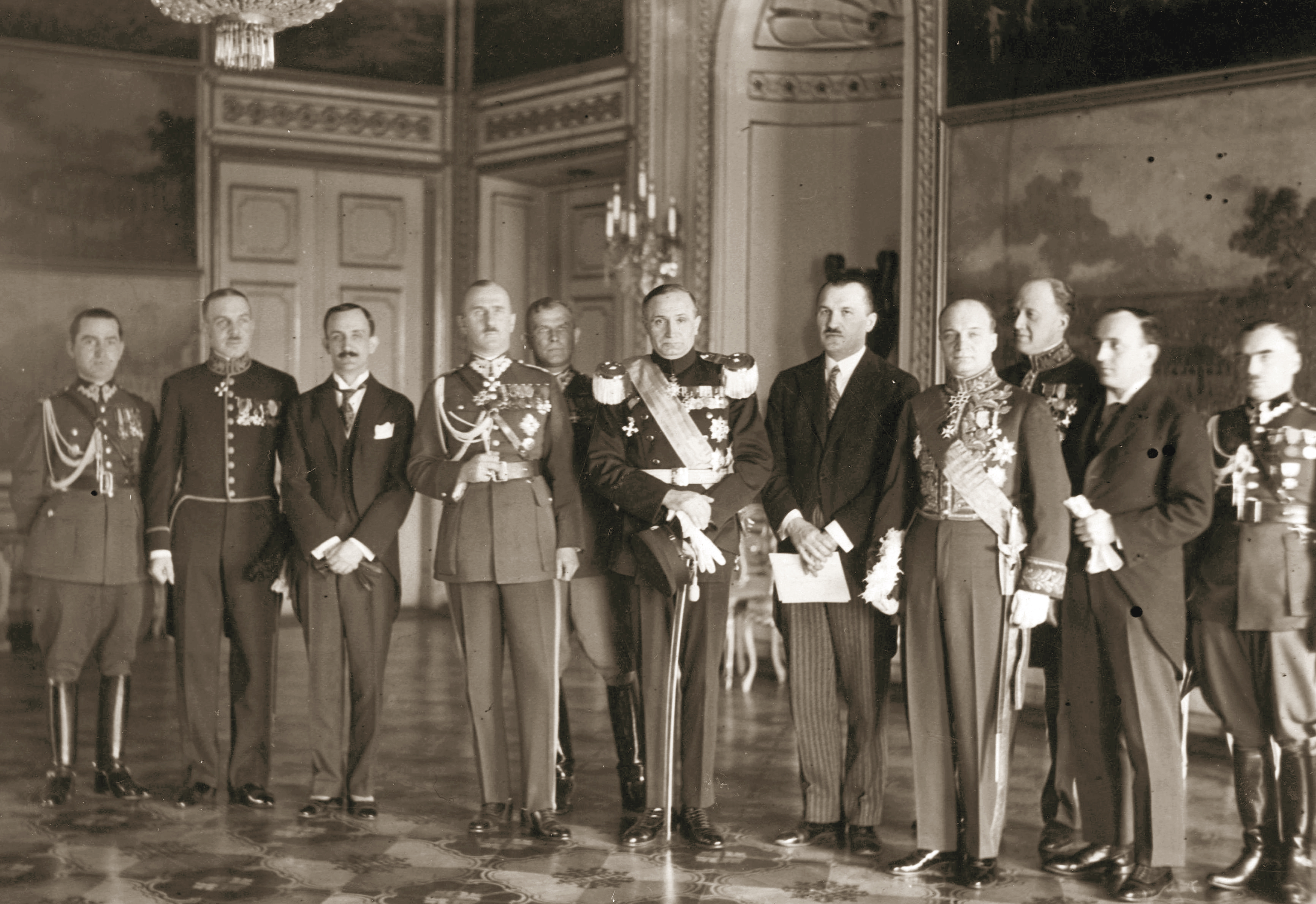
Adam Lisiewicz (siódmy z lewej)

Adam Bronisław Lisiewicz (ur. 26 września 1889 we Lwowie, zm. 21 kwietnia 1948 w Londynie) – major piechoty Wojska Polskiego, działacz niepodległościowy, kawaler Orderu Virtuti Militari, prawnik, urzędnik konsularny i dyplomata.

## Życiorys
Urodził się 26 września 1889 we Lwowie, w rodzinie adwokata Aleksandra i Matyldy z Radziszewskich h. Radwan (zm. 1940). W 1907 ukończył gimnazjum klasyczne we Lwowie, a w 1913 Uniwersytet Franciszkański we Lwowie, gdzie uzyskał tytuł doktora prawa. W młodości należał do organizacji Polska Młodzież Narodowo-Bezpartyjna (współzałożycielem był Adam Skwarczyński). W latach 1909–1912 działał w Związku Walki Czynnej i Związku Strzeleckim. W latach 1913–1914 pracował jako kandydat adwokatury.
W czasie I wojny światowej służył w stopniu porucznika w 6 Pułku Piechoty Legionów. 8 stycznia 1924 został zatwierdzony w stopniu majora ze starszeństwem z 1 czerwca 1919 i 114. lokatą w korpusie oficerów rezerwy piechoty. Posiadał wówczas przydział w rezerwie do 29 pułku piechoty w Kaliszu .
Po odzyskaniu przez Polskę niepodległości wstąpił do polskiej służby zagranicznej, w której pełnił szereg funkcji, m.in. referenta w MSZ (1918–1920), wicekonsula i kierownika wicekonsulatu w Warnie (1920), referenta w MSZ (1920–1921), pracownika konsulatu w Brukseli (1921–1923), konsula/kierownika wydziału konsularnego w Kopenhadze (1923–1925), kier. konsulatu w Essen (1925–1926), i radcy emigracyjnego ambasady w Paryżu (1926–1928). Powierzono mu obowiązki p.o. szefa Kancelarii Cywilnej Prezydenta RP (1928–1931). Następnie powrócił do MSZ – był Konsulem generalnym w Monachium (1931–1937) oraz w Marsylii (1940–1942).
Zmarł 21 kwietnia 1948. Pochowany na cmentarzu katolickim St. Mary w Londynie. Jego symboliczny grób znajduje się na cmentarzu Powązkowskim w Warszawie (kwatera PPRK-1-21,22).

## Życie prywatne
Żonaty. Ojciec Aleksandra (1925–1969) i Adama (1935–1948).

## Ordery i odznaczenia
- Krzyż Srebrny Orderu Wojskowego Virtuti Militari nr 6324 – 17 maja 1922[8][9]
- Krzyż Niepodległości – 6 czerwca 1931 „za pracę w dziele odzyskania niepodległości”.[10]
- Krzyż Walecznych czterokrotnie[7]
- Złoty Krzyż Zasługi 16 października 1928 „za zasługi na polu opieki nad wychodźcami polskimi zagranicą”[11]
- Medal Dziesięciolecia Odzyskanej Niepodległości
- Krzyż Wielki Orderu Narodowego Zasługi (Bułgaria)
- Komandor z Gwiazdą Orderu Białej Róży Finlandii (Finlandia)
- Komandor z Gwiazdą Orderu Karola III (Hiszpania)
- Krzyż Węgierski Zasługi II klasy (Węgry)
- Oficer Orderu Legii Honorowej (Francja)